# Saint-Martin-Sainte-Catherine
Saint-Martin-Sainte-Catherine este o comună în departamentul Creuse din centrul Franței. În 2009 avea o populație de 343 de locuitori.

## Evoluția populației
| An        | 1975 | 1982 | 1990 | 1999 | 2006 | 2009 |
| --------- | ---- | ---- | ---- | ---- | ---- | ---- |
| Populație | 524  | 483  | 425  | 370  | 357  | 343  |